# Machart
Unter Machart versteht man im Schuhbau die Verbindung von Schuhschaft (Oberteil) und Schuhboden (Sohle). Die Machart ist sehr entscheidend für Preis, Haltbarkeit, Reparaturfreundlichkeit und Passformstabilität des Schuhs. Sie gilt neben dem verwendeten Material als Hauptkriterium zur Qualitätsbeurteilung eines Schuhs. Bei einigen Schuhmodellen ist sie besonders  charakteristisch, beispielsweise Mokassins und Opanken.

## Historisches
Die Konstruktionsweisen der Schuhe (Macharten) entwickelten sich aus überlieferten Verfahren und wurden durch neue technische Möglichkeiten erweitert. So ist beispielsweise das Befestigen der Laufsohle mit einer seitlichen Flechtnaht (wie bei der Opanke üblich) schon seit keltischer Zeit überliefert. Dahingegen kam das Verkleben der Sohle mit dem Schaft erst nach der Erfindung eines passenden Klebstoffes in den 1920er Jahren auf, und das Anspritzverfahren fand erst nach der Entwicklung entsprechender thermoplastischer Kunststoffe seit den 1950er Jahren Verbreitung.

## Formen von Macharten
Die verschiedenen Originalmacharten werden grob in vier Gruppen unterteilt:

### Direkt angesohlte Macharten
Die Direktansohlung ist typisch für Sportschuhe und niedrigpreisige Halbschuhe.
- Anvulkanisierte Sohle:

Die meist fertig vorgepresste, aber noch formbare plastische Sohle wird auf das Schuhoberteil aufgebracht und danach durch Vulkanisation zu einer elastischen, festeren Form umgewandelt und mit dem Oberteil verbunden. Diese Methode wurde durch die Entwicklung neuer thermoplastischer Kunststoffe seit den 1940er Jahren stärker verbreitet.
- Angespritzte Sohle:

Der Oberschuh wird in eine Gussform gestellt. Die Sohle wird durch Auffüllen der Gussform mit Kunststoff hergestellt und gleichzeitig direkt mit dem Oberschuh verbunden. Diese Methode ist erst seit dem Beginn wirklicher Massenproduktionen (Mitte der 1950er Jahre) rentabel, da hier für jede Schuhgröße teure Formen hergestellt werden müssen. Diese Investition lohnt sich erst bei hohen Stückzahlen, ist dann aber das kostengünstigste Produktionsverfahren im Vergleich zu den anderen Macharten.

### AGO-Machart
Bei dieser Produktionsform wird die Sohle mit dem Oberteil verklebt. Francesco Rampichini entwickelte 1911 einen Klebstoff, der erstmals auch Leder mit Leder verkleben konnte. Diese neue Verbindungsmöglichkeit (AGO = another great opportunity) sparte viel Zeit. Es dauerte noch einige Jahrzehnte, bis die Klebstoffe so weit entwickelt waren, dass sie keine zu unflexible Schicht mehr darstellten, um den Anforderungen eines Schuhs gerecht zu werden.

### Genähte Macharten
Bei dieser traditionellen Methode wird der Oberschuh mit der Sohle vernäht, entweder händisch oder maschinell. Im Detail wird unterschieden, wie diese Naht geführt wird – was gewisse Vorteile (z. B. schnellere und einfachere Produktion) und Nachteile (z. B. Wasserdurchlässigkeit) mit sich bringen kann.

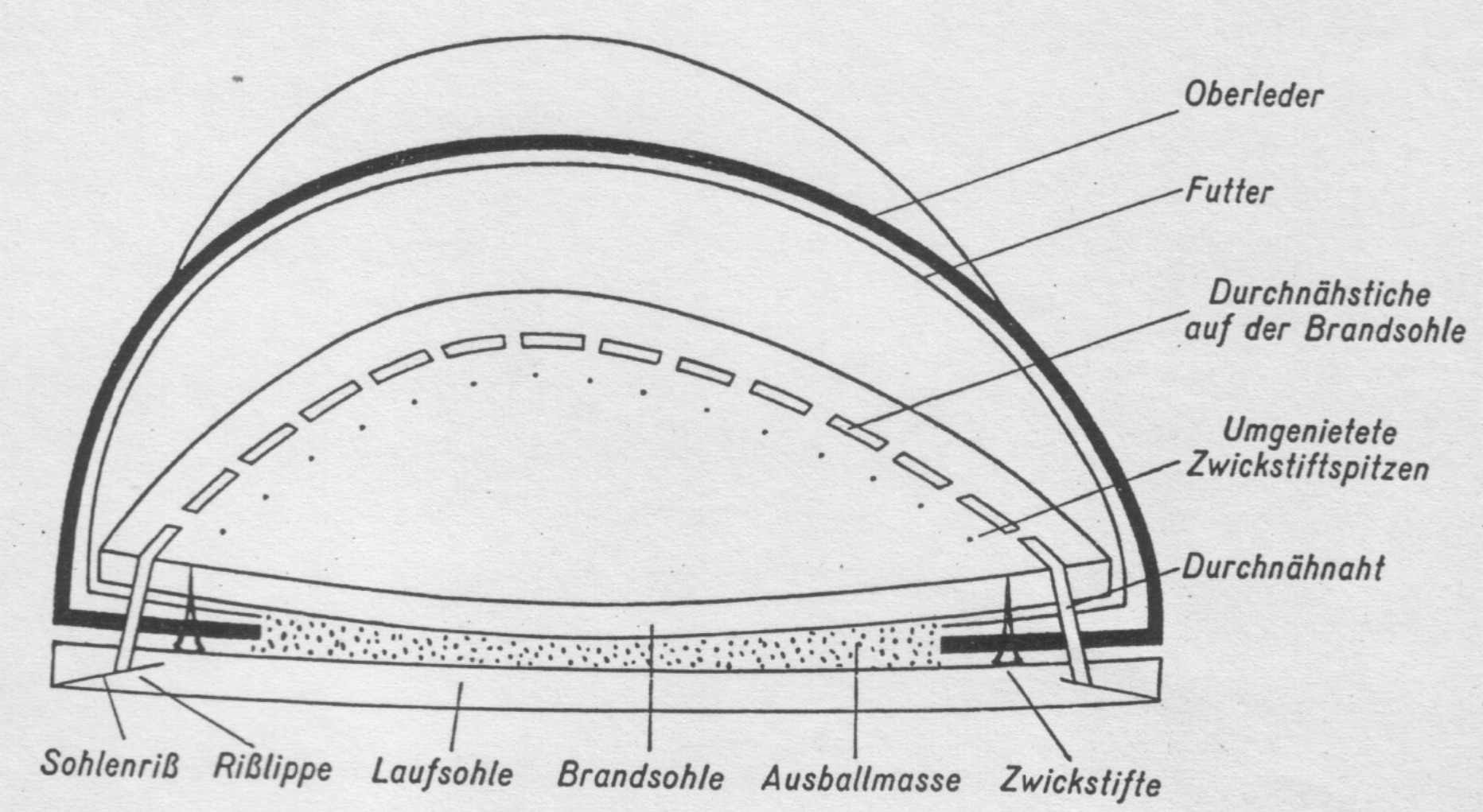
Durchgenähte Machart (Querschnitt)

- Durchgenähte Machart (typisch für Loafer): 
Die Naht wird direkt durch die Sohle und Brandsohle (die Innensohle des Oberschuhs) geführt.

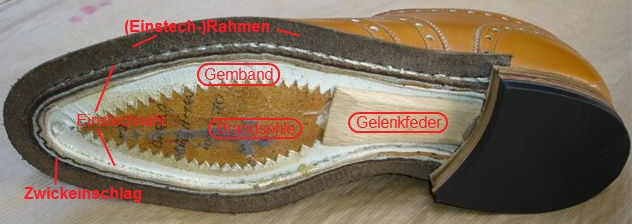
Einblick in die rahmengenähte Machart von unten (ohne Ausballung)

- Rahmengenähte Machart (typisch für hochwertige, klassische Herrenschuhe): 
Hier wird zuerst der Schaft mit der Brandsohle mittels einer Einstechnaht von außen vernäht, wobei aber gleichzeitig auf der Außenseite des Oberschuhs ein schmaler Lederstreifen aufgenäht wird. Dieser sogenannte Rahmen wird dann in einem zweiten Schritt von unten mit der Laufsohle vernäht. Diese aufwendigere Methode hat den Vorteil, dass kein Wasser in das Schuhinnere eindringen kann, da die Innensohle nicht durchstochen wurde.

- Zwiegenähte Machart (typisch für genähte Bergschuhe)

- Veldtschoen-Machart (typisch für englische Country- und Bergschuhe)

- Mokassinmachart (typisch für Mokassins und viele Loaferschäfte, auch für die durchgenähten Loafer)
- Strobel-Machart (kann auch als Variante der Mokassinmachart angesehen werden; hier erfolgt die Verbindung zur Brandsohle mit Hilfe einer speziellen Nähmaschine, die vom namensgebenden Nähmaschinenhersteller Strobel in Puchheim erfunden wurde)[1][2]
- Flexibel genähte Machart (typisch für genähte Freizeitschuhe, bekanntes Modell: Clarks Desert-Boot)
- Wendegenähte Machart (typisch für Hausschuhe)

### Andere Macharten
- Holzgenagelte Machart (früher für stark beanspruchtes Schuhwerk wie zum Beispiel Militärstiefel verwendet)
- Geschraubte Machart (früher für stärker beanspruchtes Gebrauchsschuhwerk verwendet)

## Varianten

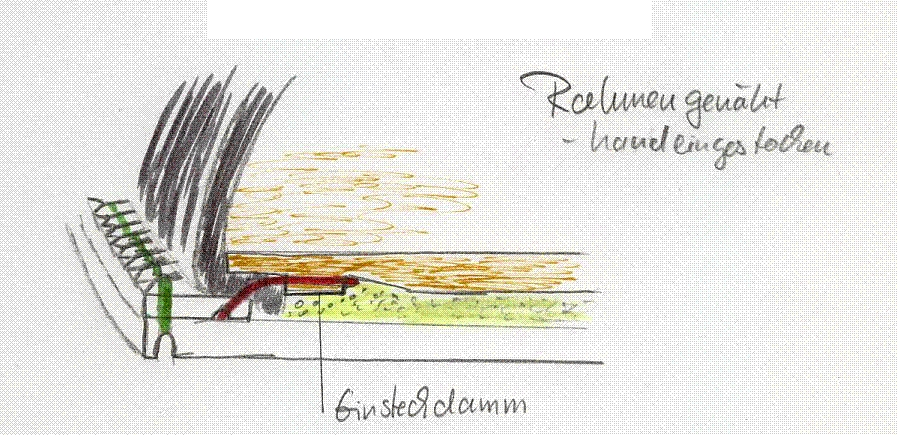
Original-Handmachart: rahmengenäht mit Einstechdamm, handeingestochen (Querschnitt)

### Originalmachart

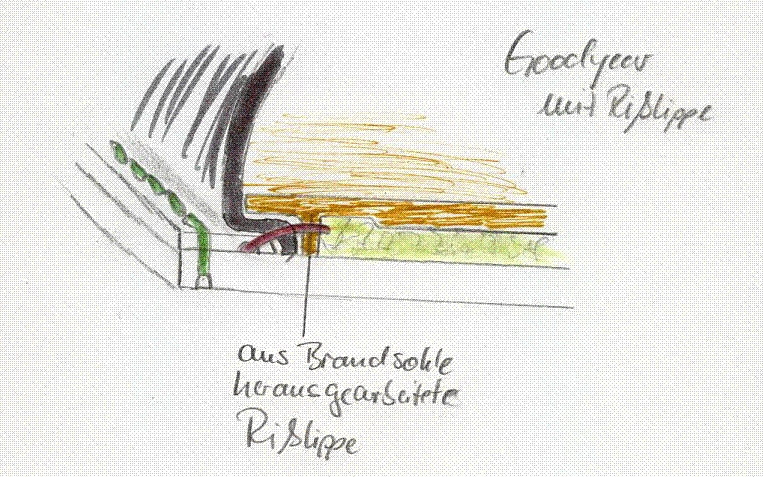
Original-Maschinenmachart: rahmengenäht mit Risslippe
(Goodyear original)

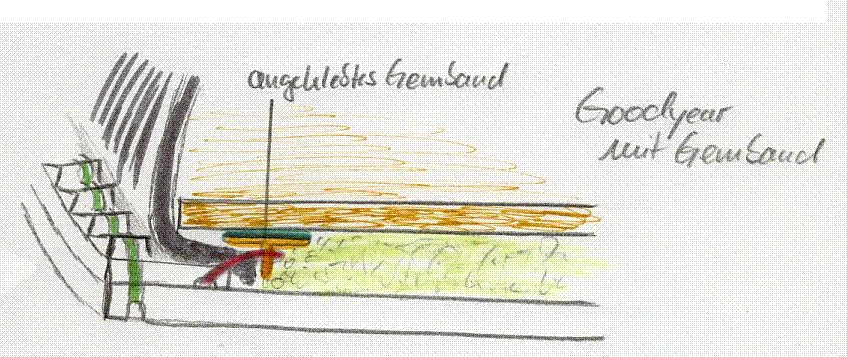
Variierte Machart: rahmengenäht mit Gemband (Goodyear variiert)

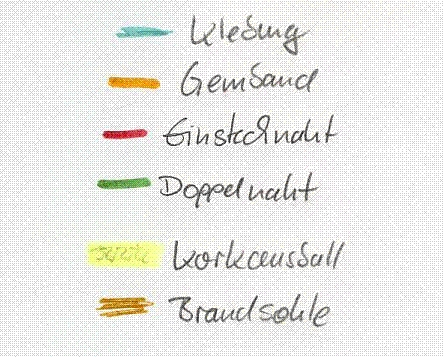
Legende

Man spricht von einer Originalmachart, wenn die Bodenbefestigung mit den Originalmaschinen, Werkzeugen und Materialien geschieht, wie es bei der Einführung dieser Machart vorgesehen war. Die oben vorgestellten Formen von Macharten stellen somit jede für sich gesehen eine Originalmachart dar.
Beispiel: Bei der original zwiegenähten Machart (maschinengenähte Variante nach Eppler-Verfahren) sorgt eine Risslippe (von innen nach außen geschnitten) an der Brandsohle für die Schaftbefestigung mit der Einstechnaht; der Außenschaft wird nach außen auf die Zwischen- oder Laufsohle umgeschlagen und dort mit der Doppelnaht mit der Sohle verbunden (beides geschieht mit der Eppler-Maschine). Zwiegenähte Macharten, bei denen der Schaft nicht nach außen umgeschlagen, sondern vorher abgeschnitten wird, entsprechen nicht der Originalmachart. Dasselbe gilt, wenn statt der Risslippe ein Gemband verwendet wird.

### Variierte Machart
Bezeichnet eine Originalmachart oder eine kombinierte Machart (siehe unten) die mit anderen Werkzeugen und Werkstoffen ausgeführt wird.
Beispiel: Wenn bei der rahmengenähten Machart statt eines Einstechdamms (handrahmengenähte Originalmachart) oder einer Risslippe (Goodyear-genähte Originalmachart) ein Gemband unter die Brandsohle geklebt wird, spricht man von einer variierten Machart. Insofern sind fast alle heute mit der Maschine rahmengenähten Schuhe nach einer variierten Machart gefertigt. Die übliche Bezeichnung Goodyear welted weist nur auf den Gebrauch der Einstech- und Doppelmaschine der Firma Goodyear hin.

### Kombinierte Machart
Um eine kombinierte Machart handelt es sich in den Fällen, bei denen mindestens zwei verschiedene Macharten zur Bodenbefestigung eines Schuhs eingesetzt werden.
Beispiel: Der Schaft wird mit der Einstechnaht an der Brandsohle befestigt (rahmengenähte Machart) und die Laufsohle anschließend aufgeklebt (geklebte Machart).

## Begriffsverwirrungen
Es gibt nicht allzu viele Originalmacharten. Doch zur Umgehung von Lizenzen und dadurch anfallender Gebühren wurden viele Macharten variiert und unter neuen, eigenen Bezeichnung propagiert. Hinzu kommt, dass ein und dieselbe Machart unter Umständen je nach Land unter verschiedenen Bezeichnungen geläufig ist. Das bekannteste Beispiel ist die durchgenähte Machart, die auch nach ihrem Erfinder Lyman R. Blake Blake-Machart (Blake-genäht) oder nach ihrem Verbreiter Gordon McKay McKay-Machart (McKay-genäht) genannt wird. Mit allen drei Bezeichnungen ist jeweils exakt die gleiche Machart gemeint.
Ähnlich verwirrend sind die gängigen Bezeichnungen für die rahmengenähte Machart: Ist von Goodyear welt die Rede, so handelt es sich um die von Andreas Eppler erfundene und von Charles Goodyear Junior patentierte maschinelle Fertigungsmethode. Hierbei werden die Goodyear-Einstechmaschine und die Goodyear-Aufdoppelmaschine zum Nähen der beiden Bodennähte verwendet. Letztlich das Gleiche bezeichnet aber auch der Begriff rahmengenäht, denn fast alle rahmengenähten Schuhe sind auf diese Weise hergestellt (es sei denn, es handelt sich um einen von Hand rahmengenähten Schuh, dann sind Begriffe wie handeingestochen oder handrahmengenäht gebräuchlich). Die Bezeichnung rahmenvernäht ist hingegen eine Fantasiebezeichnung, die meist nur eine rahmengenähte Machart vortäuschen soll und in Wirklichkeit kombiniert durchgenähte Schuhe bewirbt.
Insgesamt hat die Begriffsvielfalt und die verschiedenen variierten Macharten auch unter Schuhhändlern das Verständnis erschwert. Inzwischen erkennen auch Fachleute, nur von dem Namen einer (variierten) Machart ausgehend, diese nicht mehr, obwohl sie natürlich die dieser variierten Machart zugrunde liegende Originalmachart kennen. Einige Schuhhersteller werben gerne mit der Vielzahl von Macharten, mit denen sie ihre Schuhe fertigen. Bei einer genaueren Betrachtung stellt sich aber regelmäßig heraus, dass variierte oder kombinierte Macharten gemeint sind, bei denen nur eine Naht etwas anders verläuft, eine zusätzliche Klebung angebracht wird oder Ähnliches. Ein paar Begriffsbeispiele: Bologna-Machart (= Tubolare-Machart), California-Machart (Variante der geklebten Machart), Go-Well-Machart (Variante der geklebten Machart), Kaura-Machart (kombiniert rahmengenähte Machart), Silhou-Welt-Machart (ebenfalls eine kombiniert rahmengenähte Machart).

## Verwechslungsgefahr
Die kombinierten Macharten sorgen selbst unter Fachleuten gelegentlich für Diskussionen. So ist einigen nicht klar, welches der angewendeten Bodenbefestigungsverfahren denn nun die Hauptmachart ist. Die Definition ist aber eindeutig: Die Bestimmung der (Haupt-)Machart wird durch die zuerst zum Einsatz kommende Machart definiert.

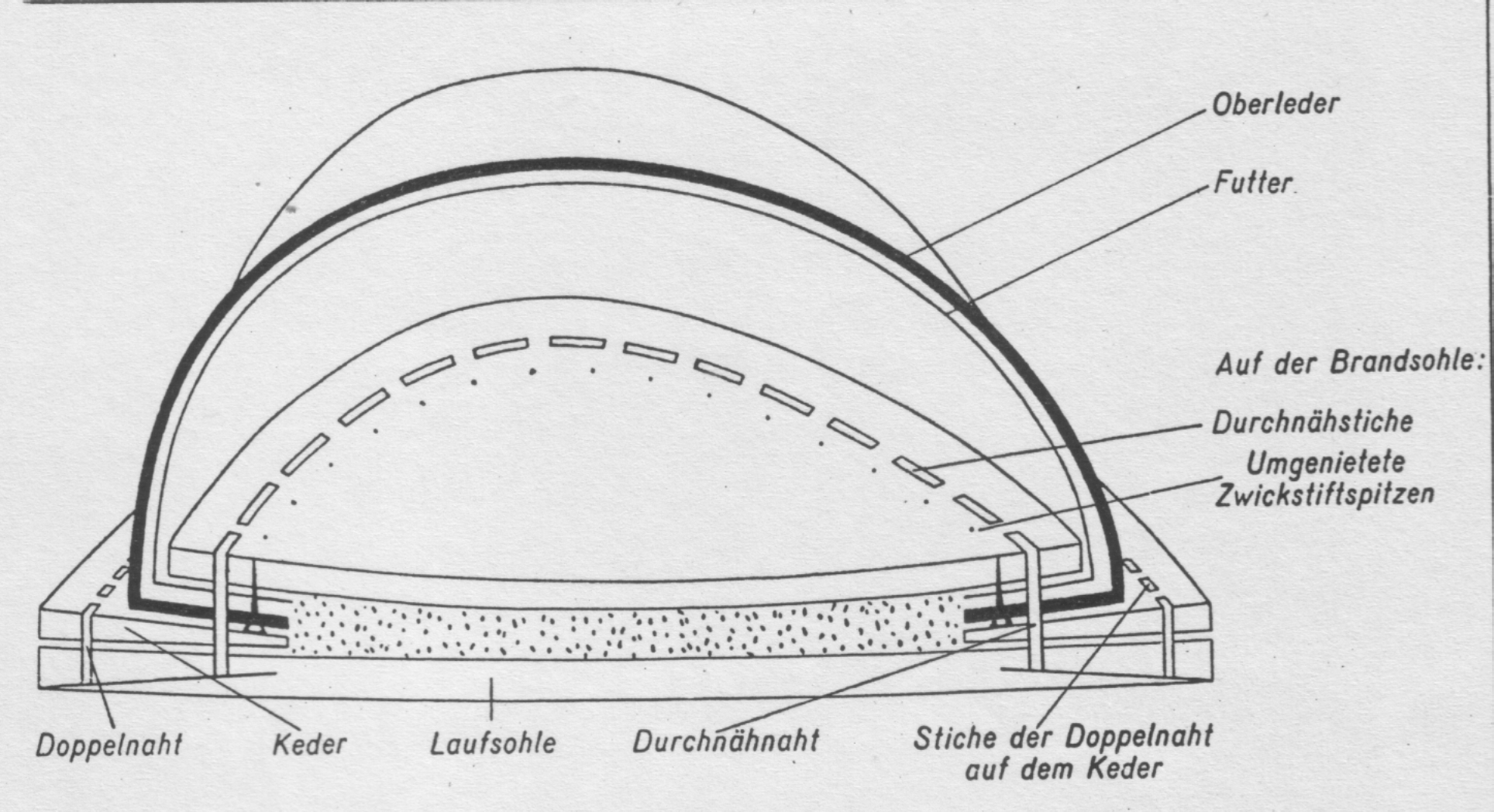
Kombiniert durchgenähte Machart (Querschnitt)

Beispiel: Im Bereich höherpreisiger genähter Herrenschuhe sind kombiniert durchgenähte Schuhe verbreitet. Bei diesen wird der Schaft zunächst unter der Brandsohle mittels des Durchnähverfahrens befestigt. Dabei wird gleichzeitig ein sogenannter Sohlenkeder (ein breiter Lederstreifen, der später wie ein normaler Einstechrahmen seitlich des Schafts hervorschaut) mit vernäht. Im zweiten Schritt wird dann an diesen Sohlenkeder eine Laufsohle angenäht (fachsprachlich: aufgedoppelt). Dadurch gleicht der fertige Schuh vom äußeren Erscheinungsbild einem rahmengenähten Schuh. Über die Durchnähnaht der Brandsohle wird noch eine Deckbrandsohle geklebt, wodurch diese Naht nicht mehr sichtbar ist.  Doch handelt es sich nicht um eine rahmengenähte Machart, sondern um eine kombinierte Durchnähmachart, da ja das erste Befestigungsverfahren die durchgenähte Machart war und erst danach die Laufsohle an den Keder genäht wurde. Diese kombinierte Machart ist in der Variante des Blake-Rapid-Verfahrens relativ verbreitet.